# کلاته خان (قائنات)
کلاته خان یا اکبریه روستایی در دهستان قائن بخش مرکزی شهرستان قائنات استان خراسان جنوبی ایران است. بر پایه سرشماری عمومی نفوس و مسکن در سال ۱۳۹۰ جمعیت این روستا ۳۵۸ نفر (در ۱۰۶ خانوار) بوده‌است.